# 캐피털 원
캐피털 원(Capital One, 정식 명칭: Capital One Financial Corporation)은 1994년 7월 21일에 설립된 미국 은행 지주 회사로 신용 카드, 자동차 대출, 은행 및 저축 계좌를 전문으로 하며 버지니아주 타이슨스에 본사를 두고 주로 미국에서 운영된다. 2022년 12월 31일 현재 총 자산 기준으로 미국에서 12번째로 큰 은행이며, 비자 및 마스터카드 신용카드 발급사 중 3위이며, 미국 최대의 자동차 금융 회사 중 하나이다.
은행에는 카페 스타일 지점 30개와 ATM 2,000개를 포함해 약 750개 지점이 있다. 포춘지 선정 500대 기업 중 106위, 포춘지 선정 일하기 좋은 100대 기업 목록에서 15위를 차지했으며, 미국, 캐나다, 영국에서 사업을 운영하고 있다. 이 회사는 1990년대에 신용 카드의 대량 마케팅을 개척하는 데 도움을 주었다.
회사의 세 부문은 신용카드, 소비자 금융, 상업 금융이다. 2022년 12월 31일 현재 회사는 신용카드로 1,140억 달러, 자동차 대출로 750억 달러, 상업 대출로 850억 달러의 대출금을 받았다.